# San Mommè
San Mommè is een plaats (frazione) in de Italiaanse gemeente Pistoia.